# Strandgaarden
Strandgaarden er en fredet klitgård på Husby Klit mellem Vesterhavet og Vest Stadil Fjord sydvest for Ulfborg i Vestjylland.
Den ligger i det fredede område ved Vest Stadil Fjord og Husby Klit og har været museum siden 1977. Den indgår i fusionsmuseet Ringkøbing-Skjern Museum. Museet opsiger lejekontrakten i januar 2018. Freja Ejendomme overtager ejendommen, med bortsalg for øje.
Strandgaarden er opført i 1875 og er et eksempel på en af de store firelængede og ensomt beliggende klitgårde på det flade areal tæt ved klitfoden.
"... I områderne omkring fjordene ligger gamle hedegårde og ved foden af klitterne langs vestkysten de firlængede klitgårde fra sidst i 1800-tallet. Det er oprindelige store, smukke gårde i karakteristisk vestjysk byggestil, hvor især Strandgården, der i dag er museum, kan fremhæves. ..."